# Трэш-шапито КАЧ
«Трэш-шапито КАЧ» — российская рэп-группа из Санкт-Петербурга.

## История
Группа позиционирует свой стиль как «русский трэш». Речитатив насыщен нецензурной лексикой, едкими рифмами и цитатами, музыка включает известные семплы и мелодии.
Группа разместила первый альбом на своём сайте для свободного скачивания. Первый концерт «Трэш-шапито КАЧ» прошёл 3 ноября 2006 в московском клубе «Икра».
Широкому кругу слушателей группа стала известна благодаря скандалу, разразившемуся во время церемонии вручения премии FUZZ в 2007 году. Тогда Сергей Смирнов совместно с Ильёй Лагутенко исполнил песню «Подвиг». В тексте песни упоминался известный продюсер «Фабрики звёзд» Виктор Дробыш. Оскорбления в адрес Дробыша, прозвучавшие со сцены, стали предметом многочисленных судебных разбирательств, в результате которых Дробыш отсудил у Смирнова 50 000 рублей.
«Кач» был номинирован на MTV Russia Music Awards 2008 в категории «Сеть» за песню «Будут наказаны».
В 2012 году группа выступила на кинофестивале «Кинотавр».
10 февраля 2023 года в Санкт-Петербурге в возрасте 49 лет скончался фронтмен группы Сергей Смирнов.. Похороны состоялись 14 февраля.

## Состав
Сергей Masterboy Павлович Смирнов (20 октября 1973 — 10 февраля 2023) — текст, фронтмен
- Kaufman — концертный директор
- Dissident — текст, битмейкер
- Dj Taren — диджей
- Cyberworm — звукорежиссёр, битмейкер
- Станислав Гяч — диджей
- Ne otpuskaet — КАЧ-видео

## Дискография

### Альбомы
| Год  | Название                                        |
| ---- | ----------------------------------------------- |
| 2006 | «Дай послушать врагу, друзья уже слышали!»      |
| 2007 | «Ка$$а»                                         |
| 2009 | «Дорого» («КАЧ & Li$terman»)                    |
| 2010 | «Союз-Аполлон»                                  |
| 2011 | «Грузди»                                        |
| 2011 | «Барский Альбом» («КАЧ & Li$terman»)            |
| 2012 | «Чертогон»                                      |
| 2012 | «Содержанка Духа» («КАЧ & Li$terman»)           |
| 2013 | «Заслуженный Чекист»                            |
| 2013 | «RольЯ»                                         |
| 2013 | «Детонатор» («КАЧ & Luger»)                     |
| 2013 | «Гоголь» («КАЧ & Autofish»)                     |
| 2014 | «Делай Сзади» («КАЧ & Li$terman»)               |
| 2014 | «8 синглов»                                     |
| 2017 | «9 синглов»                                     |
| 2017 | «Диалоги резины» (совместно с Алла фон Брейвик) |
| 2017 | «Моя Girlfriend» («КАЧ & Li$terman»)            |
| 2018 | «Будут наказаны 2.0.18»                         |

### Синглы
| Год  | Дата                                               | Название                                                                                         |
| ---- | -------------------------------------------------- | ------------------------------------------------------------------------------------------------ |
| 2006 |                                                    | «Мамонов»                                                                                        |
| 2007 | 1 января                                           | «Будущие папы»                                                                                   |
| 2007 | 9 мая                                              | «Москва сосёт, Питер решает!»                                                                    |
| 2007 | 11 ноября                                          | «Мы взяли лигу!»                                                                                 |
| 2008 | 3 марта                                            | «Будут наказаны!»                                                                                |
| 2008 | 15 апреля                                          | «Заказ»                                                                                          |
| 2008 | 27 мая                                             | «Разрыв»                                                                                         |
| 2009 | 1 января                                           | «Нахуй Штаты!»                                                                                   |
| 2009 | 16 июня                                            | «Future/Будущее» (совместно с Pavel Pepperstein)                                                 |
| 2009 | 26 июля                                            | «Stop Pop!»                                                                                      |
| 2009 | 20 августа                                         | «Волотомон»                                                                                      |
| 2010 | 25 декабря                                         | «Плохая Музыка» (совместно с «Лит-Драм Ансамбль КАРА»)                                           |
| 2011 | 9 декабря                                          | «Похитители Facebook»                                                                            |
| 2011 | «БГЦ»                                              |                                                                                                  |
| 2012 |                                                    | «Кісья Ересь» (совместно с «Барто», кавер-версия песни Pussy Riot «Богородица, Путина прогони!») |
| 2012 | «Всё будет хорошо» (совместно с Acoustic Pleasure) |                                                                                                  |
| 2015 |                                                    | «Алёна „Dust“»                                                                                   |
| 2015 | «По беспределу» (совместно с Luger)                |                                                                                                  |
| 2018 |                                                    | «L.X.V.C.»                                                                                       |
| 2018 | «Каприз мента» (совместно с Babooshka)             |                                                                                                  |
| 2018 | «Можно»                                            |                                                                                                  |

Существуют версии треков «ЛимонOFF», «Миша Длинный/Прохор», «Ш.П.Н.», изданных в альбоме «Делай Сзади», а также треки «Волк это Лиса» и «Магдалена плачет», исполненные совместно с Магдаленой Курапиной (КАЧ & Magdalena).